# Tauriphila azteca
Die Tauriphila azteca ist eine Libellenart der Gattung Tauriphila aus der Unterfamilie Pantalinae. Ihr Verbreitungsgebiet beginnt im Norden in Südtexas und erstreckt sich über Mexiko, die Westindischen Inseln und Guatemala bis nach Costa Rica.

## Merkmale

### Bau der Imago
Das Tier erreicht eine Länge von 40–44 mm, wobei 29–35 mm davon auf das Abdomen entfallen. Die Hinterflügel sind zwischen 34 mm und 38 mm lang, der Thorax ist braun und weist größtenteils keine Musterung auf. Männchen haben ein metallisch blauen Schimmer im Gesicht.
Auf den Segmenten acht bis zehn des Abdomen befindet sich in der Mitte des Rückens ein schwarzer Streifen. Sonst ist das Abdomen gelb mit schwarzen Bändern auf jeden Segment.
Im hinteren Flügel befindet sich am Ansatz ein ausgeprägter dunkler Schatten.

## Ähnliche Arten
Die Macrodiplax balteata ist der T. azteca zwar ähnlich, hat aber einen größeren Schatten im Hinterflügel.